# Bulgária az 1896. évi nyári olimpiai játékokon
Bulgária a görögországi Athénban megrendezett 1896. évi nyári olimpiai játékok egyik részt vevő nemzete volt. Az ország a játékokon 1 sportágban 1 sportolóval, bizonyos Charles Champaud-val képviseltette magát, aki egy Szófiában élő svájci származású tornatanár volt.

## Torna
| Versenyző        | Versenyszám | Eredmény   | Helyezés   |
| ---------------- | ----------- | ---------- | ---------- |
| Charles Champaud | Korlát      | nincs adat | nincs adat |
| Charles Champaud | Lólengés    | nincs adat | nincs adat |
| Charles Champaud | Ugrás       | nincs adat | nincs adat |